# رود قره‌سو (آستارا)
رود قره‌سو نام یک رودخانه باریک و کم عمق که از کوه‌های ساحلی روستای چلوند، ویزنه و شلگون سرچشمه گرفته و حدفاصل دو شهرستان آستارا و طوالش را تعیین می‌کند که در ۱۵ کیلومتری جنوب شهر آستارا واقع می‌باشد. رود آب را به دریا به مقدار ۹۴٪ مترمربع در ثانیه و در ایام پرآبی فصل پائیز مقدار ۸/۲ مترمکعب است. پس از مشروب سازی مزارع به دریای خزر می‌ریزد.